# Nothobranchius neumanni
Nothobranchius neumanni là một loài cá thuộc họ Aplocheilidae, được Hilgendorf miêu tả khoa học lần đầu tiên năm 1905. Đây là loài đặc hữu của Tanzania. Môi trường sống tự nhiên phổ biến của chúng là sông có nước theo mùa, đầm lầy nước ngọt. Nothobranchius neumanni đang bị đe dọa do mất môi trường sống.